# Довбиш

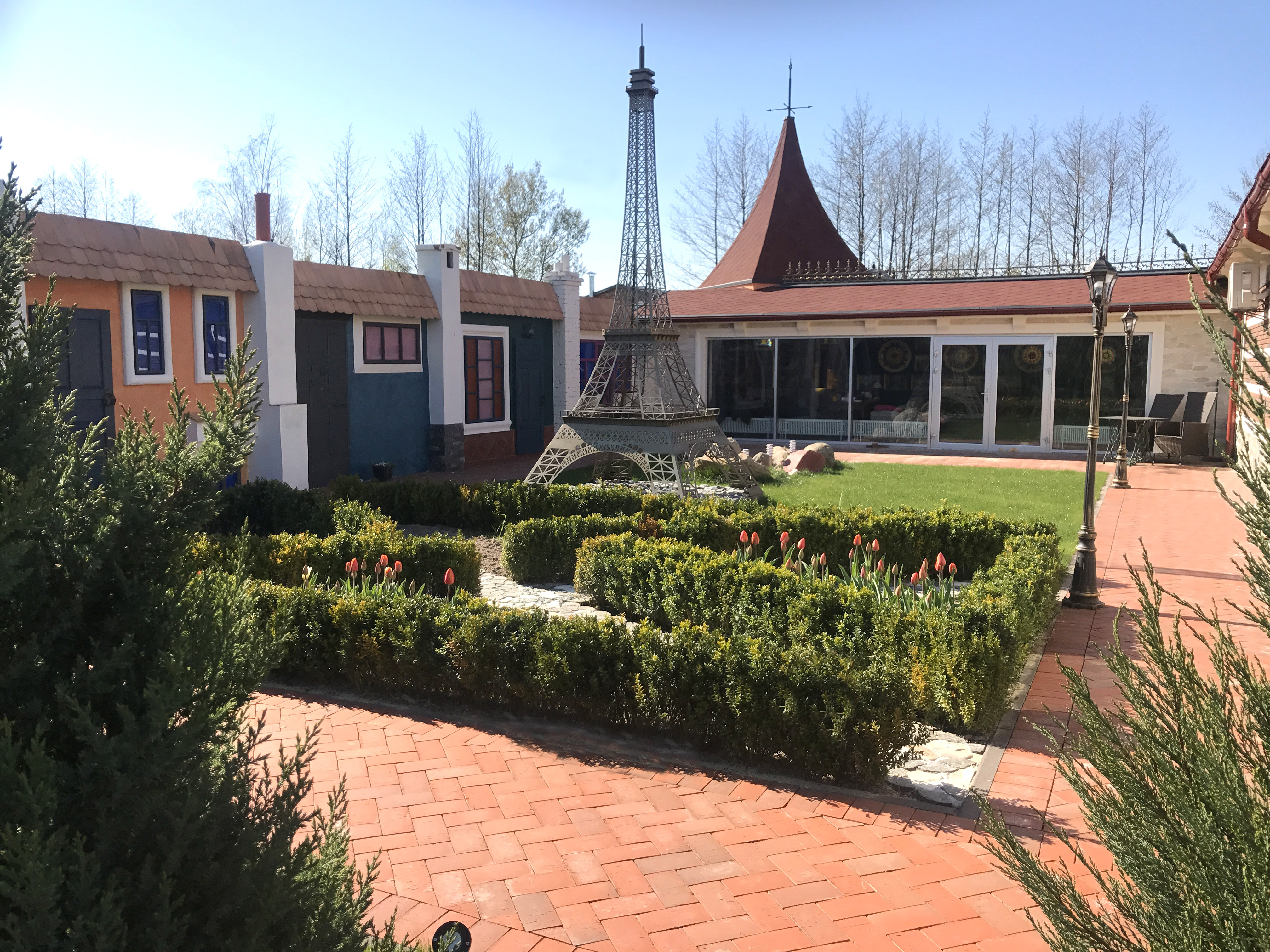
Довбиш

Довбиш (у 1926—1944 — Мархлевськ) — селище, центр Довбиської селищної громади в Звягельському районі, Житомирської області.

## Історія
Колишня назва Долбище Ставок. У 1906 році колонія Курненської волості Новоград-Волинського повіту Волинської губернії.
За польським переказом, назва походить від довбити, руйнувати  — «бити в барабан». За іншим переказом, назва пов'язується з іменем Довбиша, який самотньо жив у лісі над ставком і ходив у козацькому одязі.
Околиці сучасного Довбиша заселялися українцями, які жили під гнітом вихідців з центральних районів Польщі з початку XIX століття (передусім це були представники збіднілої шляхти). Основою ж сьогоднішнього селища стали розкидані на відстані 1 — 2 км хутори, штучно звезені докупи тракторами у ХХ ст.
На 1911 рік у Довбиші було 156 дворів, з них 154 польські, два українські.
У 1925 році Довбиш став місцем здійснення експерименту — з довколишніх польських сіл засновано перший у СРСР польський національний район. Поміж сільрад району 30 було польських, дві українські й одна німецька. У 1927 році Довбиш був перейменований в Мархлевськ (на честь польського комуніста Юліана Мархлевського) і став центром Мархлевського польського національного району, де більшість населення становили поляки. Мархлевськ став символом польськості регіону, і навіть після повернення історичної назви Довбиш між старими поляками дотепер побутує ця назва. А в період національного району місцева польськомовна газета «Marchlewszczyzna Radziecka» виходила накладом 25 тис. примірників. До початку комуністичних гонінь у 1930-х рр. у районі діяли три костели, дві каплиці, чотири парохи, зареєстровано 15 римо-католицьких громад.
У 1930-х роках Мархлевський район та його населення, в першу чергу духівництво, свідомі поляки та міцні господарники зазнали репресій. Колективізація у польському нацрайоні йшла мляво — якщо в Україні станом на 1932 рік було примусом колективізовано вже 61,5 % господарств, то тут лише 16,9 %. У 1935 році національний район поляків узагалі був ліквідований, а більшу частину поляків було депортовано до Казахстану.
Під час нацистськоі окупації містечко мало назву Довбиш. У 1944 році радянською владою селищу повернули історичну назву. У 1957 році район був скасований як такий, з приєднанням до Баранівського.
Уже в наш час багато жителів повернулись до своєї польської самоідентифікації — у селищі відновлено римо-католицьку парафію (1990), працює троє священиків, у 2000-х збудовано величний костел в ім'я Фатімської Богоматері, діє орден паллотинів. На храмове свято до Довбиша з'їжджаються поляки з усієї Житомирщини — до 3,5 тис. осіб. Цьому не мало, зокрема коштами і організаційно (людьми, організація курсів польської мови, запрошення священиків), сприяє безпосередньо Польща.
Понад 150 осіб — жителів Довбиша мають карту закордонного поляка, чимало молоді звідси (навіть української), завдяки сприянню польської держави, навчається, живе і працює в Польщі. Довбиський католицький осередок входить до Федерації польських організацій, де у статуті записана тісна співпраця з римо-католицькою церквою.
В Довбиші проживають багато поляків, які спільно з українцями боролись проти російської комуністичної окупації України та Польщі, за що були засуджені на довгорічні каторжні роботи в сибірських таборах.
Зі слів мешканців, до третини мають «карту поляка», половина сповідує римокатолицький обряд, а до трьох четвертей має польське коріння.
26 січня 2024 року, відповідно до Закону України «Про порядок вирішення окремих питань адміністративно-територіального устрою України» від 28 липня 2023 року, віднесене до категорії селищ.

## Економіка
- Довбиський порцеляновий завод
- Довбиський промисловий комбінат «Явір». Один з напрямків діяльності: виробництво твердопаливних котлів BRICK. Газогенераторні котли (піролізного типу) в якості палива дозволяють використовувати сировину вологістю до 70 % (тирса з пилорами, тріска, лузга зернових культур). Ефективно спалюють відходи меблевого виробництва (ламіноване ДСП, MDF).

## Населення
За даними перепису населення 1939 року в Мархлевську проживало 4294 особи: українців — 44,6 % або 1915 осіб, поляків — 36,3 % або 1557 осіб, євреїв — 12 % або 513 осіб, інших національностей — 7,2 % або 309 осіб.

### Мова
Розподіл населення за рідною мовою за даними перепису 2001 року:
| Мова            | Кількість | Відсоток |
| --------------- | --------- | -------- |
| українська      | 4664      | 98.21%   |
| російська       | 70        | 1.47%    |
| білоруська      | 4         | 0.08%    |
| польська        | 4         | 0.08%    |
| інші/не вказали | 7         | 0.16%    |
| Усього          | 4749      | 100%     |

## Відомі люди
- Домашин Юрій Григорович (1969—2022) — колишній Довбиський селищний голова, учасник російсько-української війни.
- Казіміров Євген Вікторович — капітан Збройних сил України, що загинув у ході російського вторгнення в Україну в 2022 році біля Довбиша.
- Медушевський Віталій Зенонович (1974—2014) — український військовик, рядовий, загинув під час війни на сході України.
- Мишаковський Віктор Юрійович (1963) — український військовик, генерал-лейтенант Державної прикордонної служби України.
- Пашкевич Анатолій Максимович (1938—2005) — народний артист України, композитор, автор пісень «Степом степом», «Мамина вишня в саду».
- Яковчик Франц Володимирович (1928—2019) — офіцер Армії Крайової.

## Виноски
1. ↑  http://db.ukrcensus.gov.ua/PXWEB2007/ukr/publ_new1/2022/zb_Сhuselnist.pdf
2. ↑  Погода в смт. Довбиш. Архів оригіналу за 5 березня 2016. Процитовано 23 лютого 2008.
3. ↑  Селищний голова. Архів оригіналу за 4 вересня 2021. Процитовано 4 вересня 2021.
4. ↑  Мапа Волинської губернії Шуберта Ф.Ф. Архів оригіналу за 25 березня 2021.
5. ↑  Кругляк Ю. М. Ім'я вашого міста. Походження назв міст і селищ міського типу Української РСР. Київ. Наукова думка. 1978.
6. ↑  Кабачій Роман Польське у поліському [Архівовано 5 липня 2011 у Wayback Machine.] // «Український тиждень» № 21 (82) за 29 травня — 4 червня 2009 року
7. ↑  Постанова Житомирського обласного управління від 14 серпня 1941 р. «Про перейменування м. Мархлевськ на м. Довбиш та Мархлевського району на Довбишанський район» // Українське слово: газета. — Житомир, 1941. — Ч. 5. — 17 серпня. — С. 4.
8. ↑  Указ Президії Верховної Ради УРСР від 15 серпня 1944 «Про перейменування, уточнення та внесення змін в найменування деяких міст, районних центрів і районів Української РСР»
9. ↑  | ФРАНЦІШЕК ЯКОВЧИК: «СВОБОДА АБО СМЕРТЬ!». Архів оригіналу за 16 серпня 2012. Процитовано 2 серпня 2012.
10. ↑  Балакир, Анна (16 лютого 2018). "Польща - наче й своє, але не своє" - близько третини мешканців Довбиша мають "карту поляка". Gazeta.ua. Архів оригіналу за 20 травня 2022. Процитовано 20 лютого 2023.
11. ↑  Ігнатьєв О. (26 січня 2024). Набув чинності новий закон про міста, села, селища, райони. КиївВлада. Процитовано 1 лютого 2025.
12. ↑  Всесоюзная перепись населения 1939 года. Национальный состав населения районов, городов и крупных сел РСФСР. Демоскоп (рос.). Архів оригіналу за 5 серпня 2017. Процитовано 5 серпня 2017.
13. ↑  Рідні мови в об'єднаних територіальних громадах України — Український центр суспільних даних